# Hl. Markus (Donja Lupljanica)
Die Kirche Hl. Apostel und Evangelist Markus (serbisch: Црква Светог апостола и јеванђелисте Марка, Crkva Svetog apostola i jevanđeliste Marka) ist eine serbisch-orthodoxe Kirche in Donja Lupljanica, einem Dorf in der Opština Derventa, im nördlichen Bosnien und Herzegowina.
Die von 2007 bis 2008 erbaute Kirche ist eine Friedhofskirche der Pfarrei Lupljanica im Dekanat Derventa der Eparchie Zvornik-Tuzla der Serbisch-orthodoxen Kirche. Die Kirche ist dem Hl. Apostel und Evangelisten Markus geweiht.

## Lage
Die Filialkirche steht im nördlichen Dorfgebiet von Donja Lupljanica auf dem Serbisch-orthodoxen Dorffriedhof Bojanić groblje.

## Geschichte
Kurz vor dem Ausbruch der Jugoslawienkriege wurde auf dem Friedhof von 1988 bis 1989 eine erste Kirche gleichen Patroziniums erbaut. Die alte Kirche wurde am 1. Mai 1989 vom damaligen Bischof der Eparchie Zvornik-Tuzla Vasilije (Kačavenda) eingeweiht. Die Paten dieser Kirche waren Boško und Kosovka Čučuković und Mitar und Milena Sarić. Die Paten der Kirchenglocke waren Borko und Smiljka Simikić; alle ortsansässig.
Die alte Kirche wurde Anfang 2007 entfernt und an gleicher Stelle wurde die neue Kirche Hl. Markus erbaut. Diese Kirche ist etwas größer als die vorherige und wurde in einem Jahr Bauzeit von 2007 bis 2008 erbaut. Sie wurde nach einem Entwurf des Architekten Siniša Marić aus Derventa gebaut. 
Am 15. Juni 2008 wurde die Kirche vom damaligen Bischof der Eparchie Zvornik-Tuzla Vasilije (Kačavenda) feierlich eingeweiht. Die Paten dieser Kirche sind Marica und Julija Popović. Paten des Kirchkreuzes sind Ratko, Nevenka und Perica Đekić und Pate der Ikonostase ist Marinko Mikerević.

## Architektur
Die einschiffige Kirche auf einer Fläche von 9 m × 5 m  besitzt eine halbrunde Altar-Apsis im Osten und einen Kirchturm mitsamt einem kleinen Narthex und einer Zwiebelhaube im Westen. Der Eingang der Kirche befindet sich ebenfalls auf der Westseite. 
Sie besitzt typisch für Orthodoxe Kirchenbauten eine (hölzerne) Ikonostase mitsamt Ikonen. Die Ikonen und Ikonostase sind Werke der Kunstwerkstatt von Aleksandar Ninković aus der Stadt Modriča. Das Kircheninnere wurde 2009 von Aleksandar Živadinović aus der serbischen Hauptstadt Belgrad mit byzantinischen Fresken bemalt.

## Pfarrei
Die Pfarrei Donja Lupljanica wurde 2018 gegründet, zu ihr gehören folgende Dörfer: Donja Bišnja, Donji Detlak, Donja Lupljanica, Gornja Bišnja, Gornja Lupljanica, Osojci und Rapćani. Vor der Gründung der eigenständigen Pfarrei gehörten die Dörfer zur Pfarre Derventa I. Pfarrpriester ist Željko Božić.
Im nördlichen Dorfzentrum von Donja Lupljanica im Weiler Popovića gaj, steht die Pfarrkirche Hl. Vasilije Ostroški der Pfarrei, geweiht dem  Hl. Vasilije Ostroški dem Wundertäter.

## Belege
- Artikel über die Pfarrei und Kirche auf der Seite der Eparchie Zvornik-Tuzla, (serbisch)
- Artikel über die ehemaligen Filialkirchen der Pfarre Derventa I auf der Seite der Eparchie Zvornik-Tuzla, (serbisch)

Koordinaten: 44° 55′ 34,5″ N, 17° 51′ 39″ O